# Sarah Palfrey Cooke

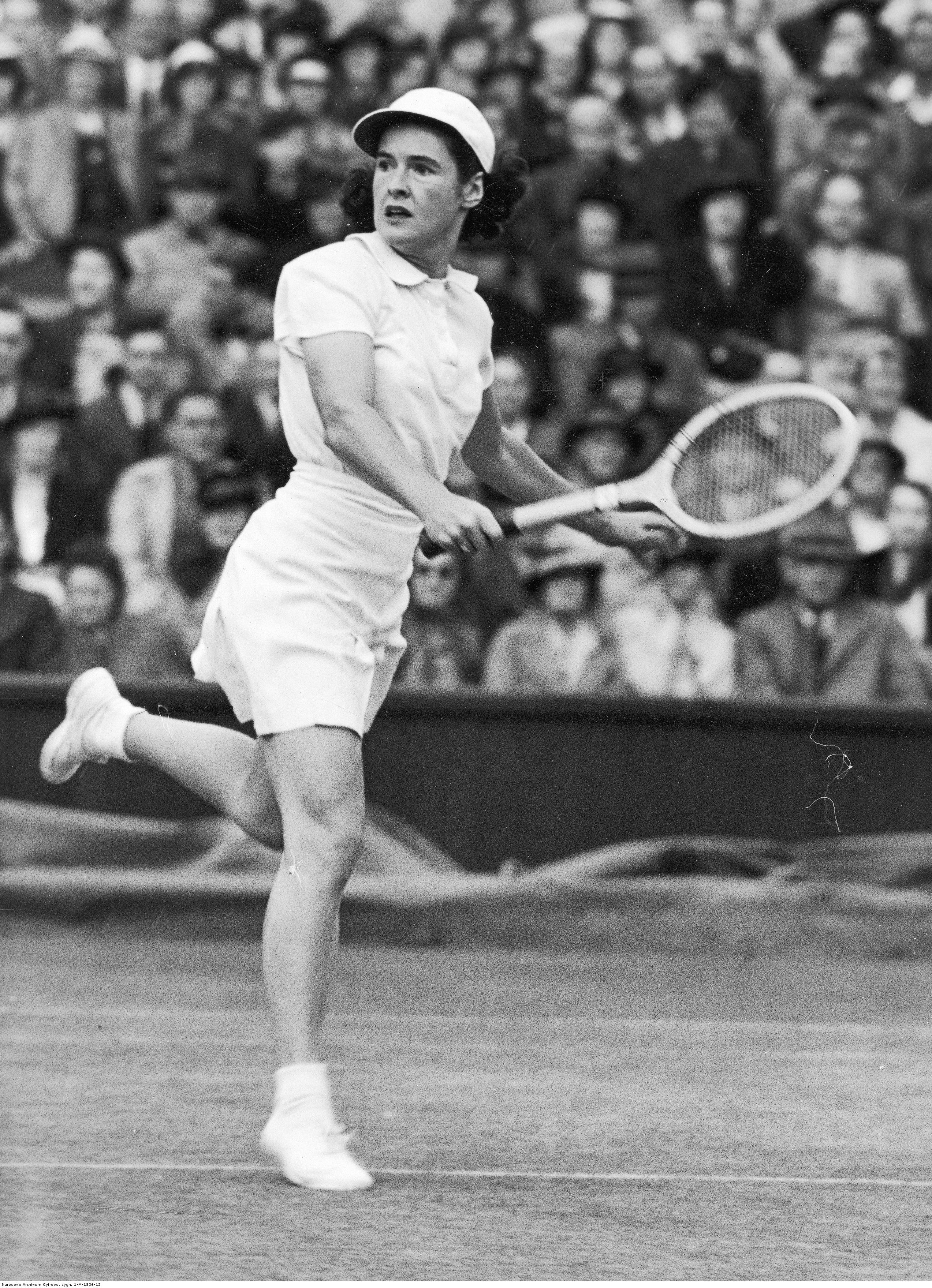
Sarah Fabyan in 1939

Sarah Hammond Palfrey Fabyan Cooke Danzig (* 18. September 1912 in Sharon, Massachusetts; † 27. Februar 1996 in New York) war eine US-amerikanische Tennisspielerin.

## Karriere
Zu ihren Erfolgen gehörten die Siege im Dameneinzel bei den amerikanischen Meisterschaften 1941 und 1945. Außerdem gewann die Doppelspezialistin die Wettbewerbe in Forest Hills 1930, 1932, 1934, 1935, 1937–1941. In Wimbledon gewann sie den Doppelwettbewerb 1938 und 1939. Im Mixed siegte sie in Forest Hills 1932, 1935, 1937 und 1941 sowie in Roland Garros 1939.
Zu ihren Doppelpartnerinnen gehörten Helen Jacobs, Alice Marble und Helen Wills Moody.
Palfrey war in erster Ehe mit Elwood Cooke verheiratet, dem Finalisten im Herreneinzel 1939 in Wimbledon (Niederlage gegen Bobby Riggs). 1963 erfolgte die Aufnahme in die International Tennis Hall of Fame.